# St. Georg (Steinhögl)

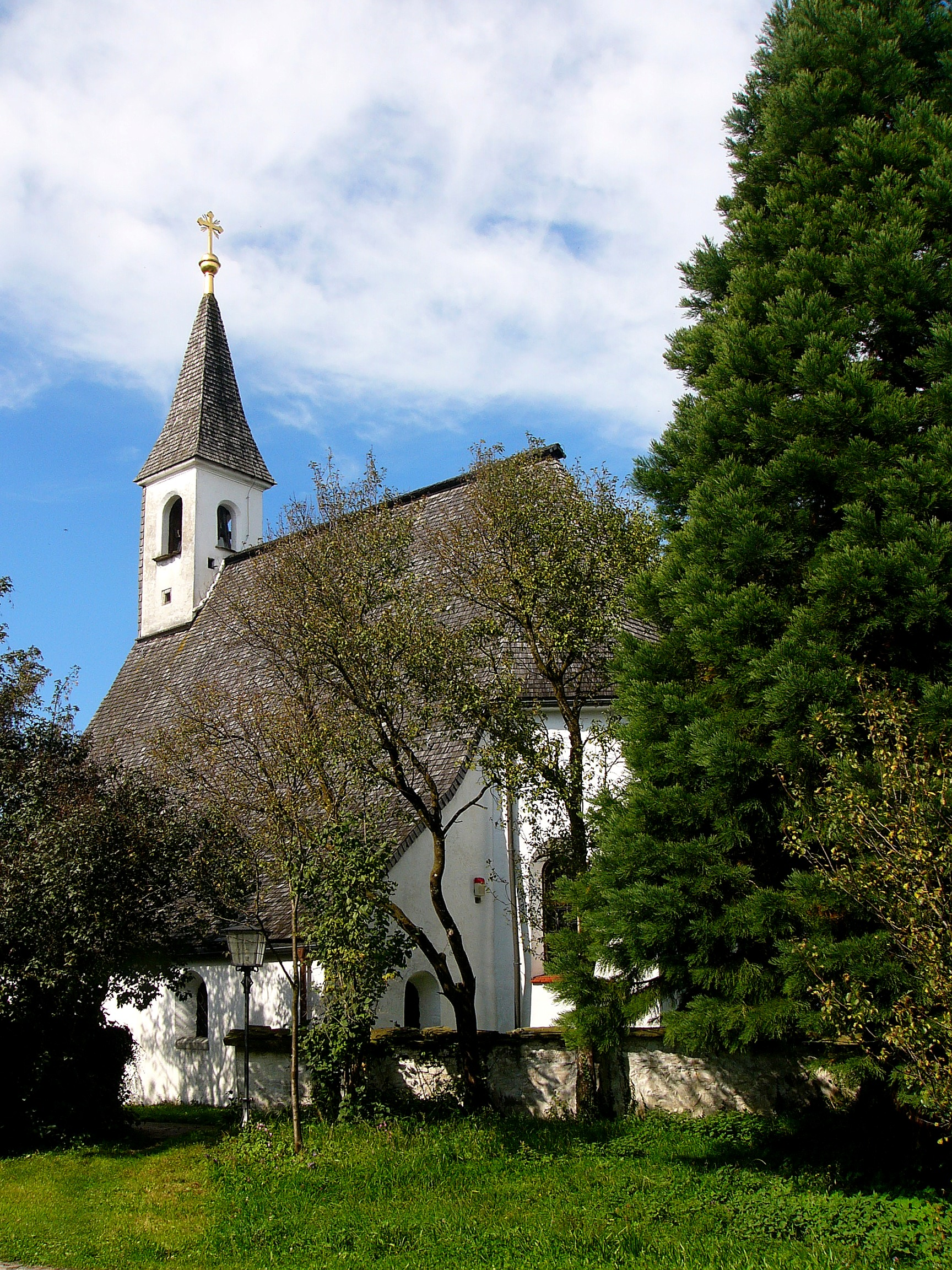
St. Georg in Steinhögl

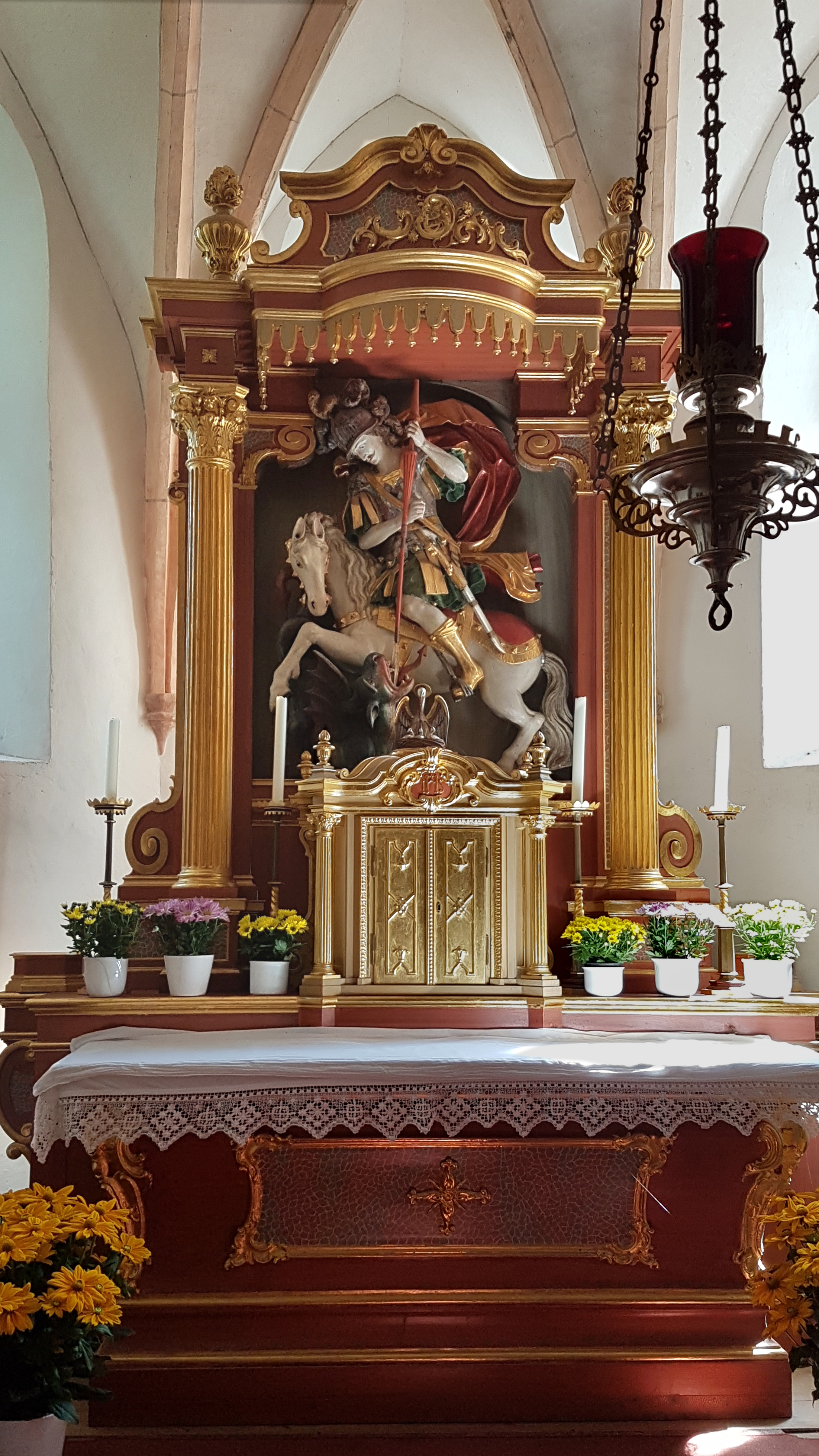
Hochaltar: St. Georg im Kampf mit dem Drachen

Die römisch-katholische Filialkirche St. Georg steht in Steinhögl, einem Gemeindeteil von Anger im oberbayerischen Landkreis Berchtesgadener Land. Sie ist in der Liste der Baudenkmäler in Anger unter der Nr. D-1-72-112-73 eingetragen. Die Kirche gehört zum Dekanat Berchtesgadener Land im Erzbistum München und Freising.

## Beschreibung
Die anstelle einer Burgkapelle errichtete Saalkirche wurde Mitte des 15. Jahrhunderts um den spätgotischen Chor erweitert und im 17. Jahrhundert barock umgestaltet. Sie besteht aus dem romanischen Langhaus und dem eingezogenen Chor mit Fünfachtelschluss im Osten. Auf dem Satteldach des Langhauses erhebt sich im Westen ein quadratischer Dachreiter mit einem Pyramidendach. Die ältere von zwei Glocken wurde 1631 gegossen, wahrscheinlich in Anger. Die zweite Glocke wurde aus der Kirche in Sur bei Thundorf übernommen. In einem Vorbau an der Südseite des Langhauses befindet sich der Eingang. 
Der um 1900 geschaffene heutige Hochaltar im neubarocken Stil stammt aus dem Herz-Jesu-Kloster in Liefering. Im Retabel steht eine Figur des heiligen Georg, des Schutzpatrons der Kirche, hoch zu Pferd im Kampf mit dem Drachen, wahrscheinlich ein Werk des Traunsteiner Bildhauers Johann Dietrich um 1750.